# Honorativka, Rohatîn
Honorativka (în ucraineană Гоноратівка) este un sat în comuna Verhnea Lîpîțea din raionul Rohatîn, regiunea Ivano-Frankivsk, Ucraina.

## Demografie
Componența lingvistică a localității Honorativka
     Ucraineană (99,15%)
     Alte limbi (0,85%)
Conform recensământului din 2001, majoritatea populației localității Honorativka era vorbitoare de ucraineană (99,15%), existând în minoritate și vorbitori de alte limbi.